# Деличето
Деличето (итал. Deliceto) — коммуна в Италии, располагается в регионе Апулия, в провинции Фоджа.
Население составляет 4028 человек (2008 г.), плотность населения составляет 53 чел./км². Занимает площадь 76 км². Почтовый индекс — 71026. Телефонный код — 0881.
Покровителями коммуны почитаются Пресвятая Богородица (Maria S.S. dell’Olmitello), святой апостол Матфей, святой Бенвенуто (San Benvenuto), празднование 22 сентября.

## Демография
Динамика населения:

## Администрация коммуны
- Официальный сайт: http://www.comune.deliceto.fg.it/